# Star Driver: Kagayaki no Takuto
Star Driver: Kagayaki no Takuto es una serie de anime mecha creada y animada por el estudio BONES y producido por Aniplex. La serie está dirigida por Takuya Igarashi (enlace roto disponible en Internet Archive; véase el historial, la primera versión y la última)..
Una película basada en la serie se estrenó en febrero de 2013

## Argumento
En una isla con forma de cruz ubicada en el Sur, un misterioso y gigante robot humanoide conocido como el "Cybody" es descubierto en las ruinas subterráneas. Un grupo que se hace llamar "La Orden de la Estrella Brillante" intenta remover el sello secuestrando a una chica llamada Wako Agemaki a quien han apodado la "sacerdotisa del templo" y quién es la llave para activar al robot. Un chico llamado Tsunashi Takuto llega a la isla con su propio Cybody llamado Tauburn para rescatar a Wako, comenzando una lucha con el misterioso culto para descubrir los secretos de tan avanzada tecnología y así, prevenir el desastre.

## Personajes principales
Takuto Tsunashi (ツナシ・タクト Tsunashi Takuto): es un muchacho de 15 años que protagoniza la serie. También en el transcurso de la historia se descubre que estuvo antes en esa isla y algo pasó un año ante que lo obligó a irse, parte del grupo de teatro Noche Voladora. Él pilota el Cybody Tauburn, que es uno de los "robots" que se encontraba oculto debajo de las ruinas de la isla. desde el primer momento en que vio a wako se enamoró de ella. Además, debe hacer frente a la Orden de la Estrella Brilante, que intentará eliminarlo por todos los medios posibles, ya que lo consideran "una amenaza para sus planes". Su Seiyū es Mamoru Miyano.
Wako Agemaki (アゲマキ・ワコ Agemaki Wako): es la heroína de la serie, y parte del grupo de teatro Noche Voladora. Ella es una de las sacerdotisas de la isla, por lo que es buscada por la Orden de la Estrella Brillante, que intentará raptarla para romper el sello del sur, con lo cual estarían más cerca de llegar a la fase cuatro, en la que los cybodies podrán utilizarse en el mundo real. Wako es fanática de la comida y conoce a Shindou Sugata desde pequeña. Es la prometida de Shindou Sugata, pero desde que llega Tsunashi Takuto, empieza a sentir algo por él. Su Seiyū es Saori Hayami.
Sugata Shindou (シンドウ・スガタ Shindō Sugata): es parte del grupo de teatro Noche Voladora, junto con Wako y Takuto. De acuerdo con la tradición familiar está prometido a Wako, pero piensa que el siglo 21 la gente debería de ser capaz de estar con la persona que ama, sin estar condicionada por las tradiciones. Es un personaje sumamente inteligente, calmado y reservado, pero cambia cada vez que sus amigos se encuentran en dificultades . está enamorado de wako . Su Seiyū es Jun Fukuyama.

## Personajes Secundarios
Chica Pez: Es la sacerdotisa del norte. En el primer episodio, Head, el líder de la Orden de la Estrella Brillante, rompió su sello. Su Seiyū es Haruka Tomatsu.
Head: Es el padre de Tsunashi Takuto, y el líder de la Orden de la Estrella Brillante. Se enamoró de la mujer de su amigo, y al final ella se enamoró de él. Se dice que su corazón está atrapado en el Tiempo Cero. Cuando se encontró con Takuto, este lo primero que hizo fue pegarle un puñetazo.
Nichi Keito : Es la líder de Bouganville (sección de la Orden de la Estrella Brillante). También es la delegada de la clase de Takuto. Y además, es la sacerdotisa del este , está enamorada de Sugata .
Mizuno: Es la sacerdotisa del oeste. Su hermana pertenece a la Orden de la Estrella Brillante está enamorada de Takuto pero se digna a entender que él está enamorado de Wako .
Watanabe Kanoko: Es la estudiante casada. Vive en un crucero anclado en el puerto del este. Su marido, Leon Watanabe, se lo regaló. Él es el fundador de la asociación Gran Tonerre. Según palabras de Kanoko, su marido es un pervertido, y solo está con él por su dinero. Están unidos por las inquebrantables cadenas de la codicia. Sabe mucho de economía, y participa en el negocio de las acciones. Tiene dos criados: Simone y Takashi. Es la líder de Otona Ginko (cuarta sección de la Orden de la Estrella Brillante). Su nombre en clave es Todori. Al principio Otona Ginko tenía posesión de todos los cybodies, pero más tarde se decide que el que derrote a Tauburn será el líder, y el propietario de los cybodies. Se le ha insinuado más de una vez a Takuto, pero éste no capta las indirectas. 
Benio Shinada. Es la presidenta del consejo estudiantil. Todos los años reúne a los nuevos estudiantes para explicarles las normas de los dormitorios, y les amenaza con hacer cien flexiones en bañador si incumplen las normas, pero en realidad ella es la única que las hace. Sus mejores amigos son Tetsuya y George. Los tres forman parte de Filament, una de las secciones de la Orden de la Estrella Brillante. Benio es la líder de Filament, y su nombre en clave es Scarlet Kiss. Su primera fase le da el poder de manipular al hombre que besa, pero en realidad está enamorada de Shindo Sugata.
Okamoto Midori - Profesora Green. Es la líder del gremio de la ciencia (la otra sección de la Orden de la Estrella Brillante. Es muy guapa, pero cuando va vestida de enfermera nadie lo diría. Es la enfermera del Instituto de la Cruz del Sur. Su gran pasión son los adolescentes guapos. De hecho, fue derrotada por Takuto porque se excitó tanto que perdió la noción de la realidad. Su primera fase consiste en rejuvenecer su cuerpo cuyo efecto secundario es provocar terremotos.
Endo Sarina. Es la líder del club de teatro Noche Voladora. Ella, junto a las criadas de Sugata, son las únicas personas en las que nuestros protagonistas confían en contarles el secreto de los Cybodies esta ocultamente enamorada de Takuto .
Makina Ruri. Es la mejor amiga de Wako, y es el único personaje que aparentemente ignora todo lo que ocurre con los cybodies y la Orden de la Estrella Brillante. Le encanta cocinar, y sus platos preferidos son las croquetas y el ninkujaga.

## Música
Openings
- "Gravity Ø" por Aqua Timez (episodios 1-13).
- "Shining☆Star" por 9nine (episodios 14-24).

Endings
- "Cross Over" por 9nine (episodios 1-13).
- "Pride" por SCANDAL (episodios 14-25).

Insert songs
- "First Galaxy" por Takuto Tsunashi (Mamoru Miyano)
- "Monochrome" (モノクローム Monokurōmu?) por Sakana-chan (Haruka Tomatsu).
- "Komorebi no Contact" (木漏れ日のコンタクト Komorebi no Kontakuto?, Sunbeam Contact) por Wako Agemaki.(Saori Hayami)
- "Innocent Blue" (イノセント・ブルー Inosento Burū?) por Mizuno Yō (Rina Hidaka).
- "Shūshoku no Aria" (秋色のアリア?  Aria of Autumn Color) por Nichi Keito (Ami Koshimizu).